# Romagnano al Monte
Romagnano al Monte là một đô thị (comune) thuộc tỉnh Salerno trong vùng Campania của Ý. Romagnano al Monte có diện tích km2, dân số là người (thời điểm ngày).